# Prosauropoda
A Prosauropoda a korai növényevő dinoszauruszok csoportja volt, amely a triász és a kora jura időszakok idején élt. Az életterükben többnyire ezen csoport tagjai voltak az uralkodó növényevők, és a méretük gyorsan növekedett, a hosszuk elérte a 6–10 méteres hosszúságot. Minden prosauropoda hosszú nyakkal, kis fejjel, a hátsóknál rövidebb mellső lábakkal és nagy (a thecodontosauridáktól örökölt) védekezéshez használható hüvelykujj karmokkal rendelkezett. Többségük félig két lábon járt, azonban legalább egyikük (a Riojasaurus), már négy lábon közlekedett. Eredetileg úgy gondolták, hogy ezek az állatok voltak a sauropodák ősei, de később megállapították, hogy egy párhuzamos fejlődési vonalat képviselnek.

## A definíció változásai
A Prosauropdát eredetileg, a Sauropoda alrendág két lábon járó triász időszaki ősének tartották, a későbbi kladisztikai elemzés során azonban kiderült, hogy inkább a testvértaxonja volt, mintsem az őse. A Massospondylus nem újabb vizsgálatai feltárták, hogy a Prosauropoda monofiletikus csoport.
A probléma azonban abban áll, hogy mely nemeket tekintik prosauropodának. Paul Upchurch (1997-ben) egy csomópont alapú definíciót vezetett be: a Blikanasauridae, a Thecodontosauridae, az Anchisauridae, a Plateosauridae, a Melanorosauridae és valamennyi sauropodomorpha amely közelebb áll a prosauropodákhoz, mint a sauropodákhoz. Később a korai sauropodomorphák vizsgálatai alapján Adam Yates készített egy kladogramot, melyen a kezdetleges Saturnalia, a Thecodontosaurus és az Efraasia nemek (alapvetően, egy parafiletikus Thecodontosauridae) egy bazális, a prosauropoda–sauropoda szétválás előtti külcsoportot (outgroupot) alkotnak. Az Anchisaurust (klasszikus prosauropoda felépítése ellenére) a legkezdetlegesebb sauropodaként sorolták be. A melanorosauridák és a blikanasauridák szintén a sauropodák fejlődési vonalának nagyon korai képviselői.

## Technikai diagnózis
A prosauropodák koponyájának hossza körülbelül a felkarcsont felét érte el; az állkapocs ízületük kissé a maxilláris fogsoruk alatt helyezkedett el. A fogaik kicsik voltak, homodontok vagy enyhén homodontok, lapátszerűek, durva, csipkés szélekkel; a mellső végtag I-es számú ujjának első ujjperce csavart volt, és egy óriási, éles, módosult végső ujjperc (ungual) volt rajta, ami túlfeszített állapotban nagyjából mediálisan állt. A II-es és III-as számú ujjaik hossza közel azonos volt, kissé visszahajlott, módosult végső ujjpercekkel; a IV. és V. ujjak kisebb méretűek voltak, és nem volt módosult végső ujjpercük. A prosauropodák tipikus ujjpercelrendezése 2–3–4–3 volt.
A szeméremcsont pengeszerű disztális részei egy terjedelmes, lapos, kötényszerű alakot formáltak. Az ötödik lábujj elcsökevényesedett; a combcsonton egy hosszirányú kinövés volt, ami a laterális ujjízülethez képest proximálisan helyezkedett el. A kistompor oldalsó-elülső felületén egy proximo-distalis fodrozódás helyezkedett el, a kistompor fő részei pedig a combcsont vége alatt voltak.

## Történet és általános ismertetés
A sauropodomorphák először a Pangea szuperkontinensen tűntek fel, kis méretű állatokként (hosszuk 1,5–3 méter volt), a közép vagy késő karni korszak (a késő triász legelső szakasza) idején. Első képviselőik Brazíliából (Saturnalia és Unaysaurus), (nemrégiben) Madagaszkárról, és Marokkóból (Azendohsaurus) kerültek elő. Az első prosauropodák továbbfejlődtek a karni–nori korszakok között, mint ahogy az a Catturita Formációból előkerült Unaysaurus tolentinoi egyedein megfigyelhető.
Megőrizték testük alapvető formáját, de később a kora nori, illetve a kora közép nori korszak idején megduplázták hosszirányú méreteiket, mint ahogy az a németországi Stubensandsteinből előkerült 4–6 méteres Plateosaurus gracilis esetében látható. Ebből a fajból 8 méter hosszú és 1500 kilogrammos példányok is előkerültek, melyek a késő noritól a rhaeti korszakig uralkodó növényevőkké váltak. Időközben Argentínában még nagyobb prosauropodák, mint például a Riojasaurus töltöttek be hasonló szerepet. Ez az állat 10 méter hosszú volt, így négy lábon kellett járnia. Érdekes módon Dél-Afrikában ebben az időben az óriás növényevők hierarchiájának csúcsára nem a prosauropodák, hanem az olyan bazális sauropodák kerültek, mint például az Euskelosaurus, a Melanorosaurus, a Blikanasaurus és az Antetonitrus. Amíg a növényevők között a sauropodomorphák uralták a nori és rhaeti korszakokat, a nagy húsevők között a crurotarsik (például az ornithosuchidák és a rauisuchiák) kerültek hasonló helyzetbe.
A triász–jura kihalási esemény kiirtotta az olyan bazális sauropodomorphákat mint a Thecodontosaurus, a Riojasaurus és a sauropodákhoz közel álló egyes nemeket, például a Melanorosaurust és a Blikanasaurust. Azonban az Anchisaurushoz hasonló prosauropoda nemek túlélték, ahogy az igazi sauropodák is. Miközben a sauropodák sokféle formája jelent meg, a kora jura időszak prosauropodáinak is számos közepes méretű változata alakult ki (4–6 méter hosszúságúak), olyan óriás növényevők, mint a Massospondylus, a Lufengosaurus és a Yunnanosaurus melyek épp olyan sikeresek voltak, mint késő triász időszaki elődeik.
A prosauropodák uralma a kora jura időszak vége felé leáldozott, azonban legalább három nemük (az (Ammosaurus, Lufengosaurus és a Yunnanosaurus) fennmaradt egészen a középső juráig; a domináns növényevő dinoszauruszok a bazális sauropodák (főként az eusauropodák) lettek, melyek fennmaradtak és tovább terjedtek.

## Osztályozás
Adam M. Yates (2003-as) és Peter M. Galton (2001-es) művei alapján.
- Sauropodomorpha alrend
  -  ?Azendohsaurus
  - Saturnalia
  - Thecodontosaurus
  - Efraasia
  - Prosauropoda alrendág
    -  ?Yimenosaurus
    -  ?Mussaurus
    - Riojasauridae család
      - Eucnemesaurus
      - Riojasaurus

    - Plateosauria
      - Plateosauridae család
        - Plateosaurus
        - Sellosaurus
        - Unaysaurus?

      - Massospondylidae család
        - Coloradisaurus
        - Lufengosaurus
        - Massospondylus
        - Yunnanosaurus
        - Jingshanosaurus

## Fordítás
- Ez a szócikk részben vagy egészben  a   Prosauropoda című angol Wikipédia-szócikk ezen változatának fordításán alapul.  Az eredeti cikk szerkesztőit annak laptörténete sorolja fel. Ez a jelzés csupán a megfogalmazás eredetét és a szerzői jogokat jelzi, nem szolgál a cikkben szereplő információk forrásmegjelöléseként.

## Külső hivatkozások
- Palaeos. [2005. április 9-i dátummal az eredetiből archiválva]. (Hozzáférés: 2008. július 28.)